# Fontaine-sous-Jouy
Fontaine-sous-Jouy is een gemeente in het Franse departement Eure (regio Normandië) en telt 825 inwoners (2004). De plaats maakt deel uit van het arrondissement Évreux.

## Geografie
De oppervlakte van Fontaine-sous-Jouy bedraagt 7,4 km², de bevolkingsdichtheid is 111,5 inwoners per km².
De onderstaande kaart toont de ligging van Fontaine-sous-Jouy met de belangrijkste infrastructuur en aangrenzende gemeenten.

## Demografie
Onderstaande figuur toont het verloop van het inwonertal (bron: INSEE-tellingen).